# Sølferbotn
Sølferbotn (nordsamisk: Rivdnjebahta) er en fjordarm af Bøkfjorden på Skogerøya i Sør-Varanger kommune i Troms og Finnmark fylke i Norge.  Fjorden har indløb via Sølferstraumen i nordøst og går to kilometer mod sydvest til enden af fjorden.
Det er ingen beboelse ved fjorden.